# Пейзажна живопис
Пейзаж пренасочва насам.  За географското понятие вижте Ландшафт.
Пейзажна живопис в изобразителното изкуство представлява представянето на пейзажи и природни сцени като планини, долини, дървета, реки и гори, а също и изкуството, където основната тема е широкият изглед, а елементите са съчетани в еднородна композиция. В други творби пейзажът е фон за основните фигури, но също може да представлява важна част от картината. Небето е почти винаги включено, а времето често е елемент от композицията. Детайлните пейзажи като самостоятелен жанр не се срещат във всички художествени традиции, а се развиват когато има изградена усъвършенствана традиция на представянето на пейзажните обекти. От западната живопис и от китайското изкуство произхождат двете основни традиции в пейзажа, които могат да бъдат проследени до около хиляда години назад във времето. Пейзажната фотография заема все по-важно място след XIX век и е разгледана в отделна статия.
Франческо Филипѝни (1853–1895) се счита за един от най-изявените представители на пейзажна живопис в европейската история на изкуството, активен през втората половина на XIX век. Неговото художествено творчество оказва влияние както върху художествени школи, така и върху отделни художници чак до началото на XX век.
По време на престоя си в Париж Франческо Филипѝни влиза в контакт с Клод Моне и води директен диалог с кръговете около френския импресионизъм. Въпреки уважението си към Моне, Филипѝни се дистанцира от естетизиращия и сетивен подход на импресионистите. Вместо това той развива свой собствен живописен език — автономен, структуриран и основан на етични принципи.
От този подход се ражда отличителен стил, който по-късно изкуствоведите наричат филипѝнизъм или италиански импресионизъм. Филипѝнизмът не е формализирано художествено движение, а по-скоро културно и визуално течение. Той се основава на етично разбиране на изкуството, символична интерпретация на пейзажа и радикална критика на комерсиализацията на изкуството. Филипѝни отдава голямо значение на изобразяването на селскостопански труд, женската фигура и духовността в природата.
Влиянието на Франческо Филипѝни е ясно разпознаваемо в редица творби на Умберто Бочони, особено в картината La Sera. Бочони доразвива композиционните и светлинни елементи, характерни за живописта на Филипѝни. Футуристичната история на изкуството признава символичния и концептуален принос на Филипѝни като основен източник на вдъхновение за развитието на футуристична живопис.
Филипѝнизмът днес се разглежда от изкуствоведите като една от най-цялостните и зрели форми на европейската пейзажна живопис в прехода между XIX и XX век, както и като предшественик на няколко художествени направления в рамките на модерната живопис на XX век.
Въвеждането на елемент на одухотвореност в пейзажното изкуство води началото си от изкуството на даоизма и другите философски традиции на Източна Азия. На запад то възниква по времето на Романтизма.
Пейзажите в изкуството може да са изцяло въображаеми или да са копирани от реалността с различна степен на достоверност. Ако основната цел на картината е да се покаже точно специфично място, особено ако включва постройки, тя се нарича топографски изглед. Такива изгледи са изключително популярни като отпечатъци на запад и на тях често се гледа като на изящно изкуство от ниско качество. Подобни предразсъдъци съществуват и в китайското изкуство, където мастилените рисунки върху коприна обикновено изобразяват въображаеми пейзажи, а професионалните дворцови художници рисуват истински изгледи, често включващи дворци и градове.

## История
Най-ранните форми на изкуството по света представят изображения, които трудно могат да бъдат наречени пейзаж, въпреки че са различими линиите на земята и понякога индикации за планини, дървета и други природни образувания. Най-ранните „чисти пейзажи“ без човешки фигури са фреските от минойската цивилизация, около 1500 г. пр. Хр. Ловните сцени от Древен Египет, особено тези разположени в близост до тръстиковите полета на делтата на Нил, дават силно усещане за определено място, но акцентът при тях е върху човека и животното, а не върху пейзажа. За еднородно представяне на цялостен пейзаж е необходима някаква система за перспектива или мащабиране на разстоянието. От литературни източници изглежда, че това е развито за първи път в Древна Гърция по време на елинистическия период, въпреки че не няма оцелели експонати с големи размери. Има голям брой оцелели древноримски пейзажи и мозайки от I век пр. Хр. насетне.
В Китайската традиция на рисуване с мастило върху коприна се развива течението шан шуй (планина-вода) или „чист“ пейзаж, в което единствените следи от човешки живот са мъдрец или неговата колиба. Шан шуй използва изтънчен фонов пейзаж, за да представи темата. Пейзажното изкуство от този период остава класическо и много подражавано в китайската традиция.
Римската и китайската традиция изобразяват предимно големи обширни панорами на въображаеми пейзажи, на фона на които има грандиозни планини – в Рим често придружени от море, езера или реки, а в Китай често с водопади. Те често се използват, за да се запълни празнината между сцената с фигури на преден план и отдалечената панорама, което е постоянен проблем за пейзажистите. Китайският стил като цяло или използва само далечен план, или мъртви полета и мъгла, за да избегне този проблем.
Една от основните разлики между пейзажите на запад и в Източна Азия е в това, че докато през XIX век на запад пейзажът заема най-ниска позиция в йерархията на жанровете, в Източна Азия класическите китайски шан шуй картини традиционно са смятани за най-престижната форма на визуалното изкуство. Естетическите теории и в двата района дават най-висока оценка на творбите, които изискват най-много въображение от художника. На запад това е историческата живопис, но на изток е въображаемият пейзаж, където известните практици са, поне на теория, аматьори. Те често са и поети, чийто стихове и изображения се илюстрират взаимно. Въпреки всичко на запад историческата живопис се нуждае от мащабни пейзажи за фон, така че на практика теорията не е изцяло срещу развитието на пейзажната живопис – в течение на няколко века пейзажите са получавали статуса на историческата живопис като към тях са прибавяни малки фигури, които да добавят повествование към сцената, обикновено религиозно или митологично.

### Западната традиция
В ранното западно средновековно изкуство интересът към пейзажа отсъства почти напълно. Жив го поддържат единствено копията на творби от късната античност, като тези в Утрехския псалтир; последната преработка на този източник е ранна готическа версия, в която броя на пейзажите е намален до няколко дървета, запълващи празнините в композицията. Възраждане на интереса към природата се забелязва при изобразяването на малки градини или в гоблени с цветен фон. Стенописите в Папския дворец в Авиньон, представящи работещи или почиващи хора на преден план и гъсти дървета на фона са вероятно единствения оцелял пример за тази често използвана тема. Оцелели са и няколко фрески с градини от римски къщи, като вила „Ливиа“.
През XIV век Джото и неговите последователи започват да отдават все по-голямо значение на природата в творбите си като въвеждат елементи от пейзажа като фон за фигурите в картините си. В началото на XV век пейзажната живопис се утвърждава като жанр в Европа, като декор за човешката дейност. Често той има религиозна тема, като например „Почивка по време на бягството от Египет“, „Пътешествието на влъхвите“ или „Св. Йероним в пустинята“. Луксозно илюстрираните ръкописи са важна част в ранното развитие на пейзажа, особено поредиците „Дейностите през годината“ като „Пребогатия часослов на херцог дьо Бери“, в който са показани малки жанрови фигури на все по-големи пейзажи. Значителен напредък се забелязва в не толкова известния Торинско-Милански часослов, чиито постижения са се отразили в Ранната нидерландска живопис до края на века. „Ръка Г“, най-вероятно някой от братята на Ван Ейк, постига голям успех в пресъздаването на ефектите на светлината и в естествения преход от преден план към фон. Това е нещо, което затруднява останалите художници в продължение на още около век и половина. Те често решавали този проблем като показват пейзажа над парапет или в рамката на прзорец.
Пейзажният фон в различни жанрове става все по-важен и изпипан с напредването на века. В годините от края на XV век са създадени чисти пейзажни рисунки с молив и акварел от Леонардо да Винчи, Албрехт Дюрер, Фра Бартоломео и други, но чисто пейзажната тема в живописта и печата все още се среща рядко – първите са създадени от Албрехт Алтдорфер и други представители на Дунавската школа от XVI век. По същото време в Нидерландия, Йоахим Патинир създава „световния пейзаж“ (стил представляващ панорамен пейзаж с малки фигури и висока гледна), който остава влиятелен в продължение на около един век и е използван и усъвършенстван от Питер Брьогел Стария. Италианското развитие в графическата перспектива става известно из цяла Европа, което позволява създаването на по-съвършени големи и сложни платна.
Пейзажите се идеализират, най-вече като отразяват пасторалния идеал зает от класическата поезия, което се вижда най-пълно в творбите на Джорджоне и младия Тициан и остават свързани най-вече с хълмистия и горист италиански пейзаж. Тези пейзажи се рисуват от художници от Северна Европа, които никога не са били в Италия, точно както и художниците в Китай и Япония рисуват своите виещи се планини. Въпреки че младите творци са насърчавани да заминат за Италия и да изследват италианската светлина, много от тях не го правят и продават италианските си пейзажи без това пътуване. Този и няколко други стила стават толкова популярни, че се превръщат във формула, която може да бъде повтаряна отново и отново. Добър пример за това са картините на Барент Геел и Якоб ван дер Улфт.
Популярността на екзотичните пейзажи проличава от успеха на Франс Пост, който прекарва голяма част от живота си в Бразилия. Други, които никога не са прекосявали Алпите печелят пари като продават пейзажи от Рейнланд, а трети като Корнелис де Ман влагат изключителна фантазия и майсторство в поръчките си („Фабриката за китова мас на Амстердамската камара на компанията Грийнланд на Амстердамски остров близо до Смеренбург“ от 1639 г.).
Композиционната формула използваща елементи като репусоар се развива и оказва силно влияние в съвременната фотография и живопис. Това се забелязва силно в творбите на Никола Пусен и Клод Лорен. За разлика от своите нидерландски съвременници, италианските и френските пейзажисти все още най-често се стремят да запазят класифицирането на картините си като историческа живопис като прибавят към мащабния фонов пейзаж малки фигури от гръко-римската митология или от Библията. Славатор Роса придава живописно вълнение на пейзажите си, като показва обширни сцени от южна Италия, често населени с бандити.
Нидерландският Златен век в изобразителното изкуство от XVII век води до значително нарастване на пейзажите. Много художници започват да се специализират в тяхното създаване. Развиват се изключително изтънчени реалистични техники за изобразяването на светлината и времето. Възникват различни стилове и периоди, поджанрове на маринизма и рисуването на животни, както и утвърдения италиански пейзаж. Повечете нидерландски пейзажи са сравнително малки, но пейзажите на фламандските барокови художници, все още обикновено населени с хора, често са много големи. Пример за това е поредицата картини, които Рубенс рисува за дома си.
Холандците се опитват да създават по-малки картини за по-малките къщи. Сред холандските нововъведения в пейзажната живопис са баталните сцени (Вилем ван де Велде Младия, Хутенбург и Пауелс ван Хилегарт), лунните сцени (Аерт ван дер Неер), горските пейзажи (Жак Артоа), селските сцени (Адриан ван Остаде) и градските пейзажи (Ролант Рогман). Въпреки че по това време не са отделени като самостоятелен жанр, римските руини вдъхновяват много холандски пейзажисти да рисуват руините от родните си места, като например манастирите и църквите след Иконоборческото въстание. Популярността на пейзажите в Холандия от части е породена от липсата на религиозни картини в калвинисткото общество и цялостния упадък на религиозната живопис през XVIII и XIX век в Европа. През XIX век Романтизмът отрежда на пейзажите много по-важно и престижно място.
В Англия първоначално пейзажите се използват като фон на портрети и обикновено представят градината или имението на феодала, въпреки че повечето такива портрети са рисувани в Лондон от художници, които никога не са виждали земите на моделите си. Началото на английската традиция в пейзажната живопис е поставено от Антонис ван Дайк и други предимно фламандски художници, работещи в Англия. През XVIII век, акварелните пейзажи стават английски специалитет, като присъстват както професионални творци, така и голям брой аматьори, повечето от които следват популярните системи от книгите на Александър Козънс и други. В началото на XIX век най-ценените английски творци са предимно пейзажисти. Това показва големия обхват на интерпретациите на английския пейзаж в творчеството на Джон Констабъл, Джоузеф Търнър и Самюъл Палмър. Въпреки това тези художници имат изключителни трудности докато се наложат на пазара за изкуство, който все още предпочита историческите платна и портрети. Германецът Каспар Давид Фридрих има отличим стил, повлиян от датското му обучение, от който се утвърждава и развива силен национален стил. Френските художници развиват пейзажа по-бавно, но след 30-те години на XIX век Жан-Батист Камий Коро и други художници от Барбизонската школа поставят началото на френската традиция в пейзажната живопис, която ще се превърне в най-влиятелната в Европа в продължение на един век. Именно импресионистите и постимпресионистите ще превърнат пейзажа в главен източник на основни стилистични нововъведения във всички стилове на рисуване.
В Европа, по мнението на Джон Ръскин, затвърдено от сър Кенет Кларк, пейзажната живопис е „водещият артистичен модел на XIX век“ и „доминанта в изкуството“, резултатът от която се проявява в това, че през следващия период хората са „склонни да разберат, че оценяването на красотата на природата и изобразяването на пейзажи е нормална и устойчива част от нашата духовна дейност“. В анализът си Кларк определя четири основни подхода при европейските методи за претворяване на сложността на пейзажа в идея: използването на нагледни символи, любопитство за фактите от природата, използване на фантазията за успокояване на дълбоко вкоренените страхове от природата и вярата в Златния век на хармонията и реда, който може да бъде възстановен.
Национализмът на новите Съединени провинции е важен фактор за популярността на холандския пейзаж от XVII век, а в останалите страни – през XIX век, когато те правят опити да развият собствени национални школи, които се стремят да изразят особеностите на природния пейзаж в собствените им страни. В Русия и САЩ огромният размер на платната е само по себе си националистично изявление.
В САЩ движението Хъдсън ривър е водещо през втората половина на XIX век. То е най-известното течение развиващо природния пейзаж в живописта. Тези художници създават гигантски платна, в които се опитват да уловят епичния обхват на пейзажа, който ги е вдъхновил. Творбите на Томас Коул, основателя на движението, имат много сходни черти с философските идеали на европейските пейзажи – един вид светска вяра в духовните блага, които могат да бъдат извлечени от съзерцаването на природата. Някои от по-късните представители на школата като Алберт Бийрщат създават не толкова приятни картини, в който ударението (с голяма доза романтично преувеличение) е поставено върху суровата, дори ужасяваща сила на природата. Най-добрите примери на канадски пейзаж могат да се видят в творчеството на Седемте, популярни през 20-те години на XX век.
Въпреки че губят голяма част от влиянието си след Първата световна война, много водещи художници, сред които Нийл Уеливър, Алекс Кац, Милтън Евъри, Питър Дойг, Андрю Уейт, Дейвид Хокни и Сидни Нолан, рисуват пейзаж в различни стилове.

#### Галерия
- „Пейзаж с Харон, прекосяващ Стикс“, 1515 – 1524, маслени бои върху дърво, Прадо, Йоахим Патинир (1480 – 1524). Патинир е фламандски художник от времето на Северния ренесанс, който поставя началото на „световния пейзаж“.
- „Каруца със сено“ (1821), Джон Констабъл – ранен Романтизъм
- „Градината на Петуорт“ (ок. 1830), Джоузеф Търнър
- „Кавказ“ (1863), Иван Айвазовски – късен Романтизъм
- „Вил д'Авре“ (ок. 1867), Жан-Батист Камий Коро – Барбизонска школа
- „Гарата Лейн“ (ок. 1870), Камий Писаро – Импресионизъм
- „Планината Сент-Виктоар“ (1882 – 85), Пол Сезан, Музей на изкуството „Метрополитън“ – Постимпресионизъм
- „Дъжд в дъбова гора“ (1891), Иван Шишкин – руски пейзажист
- „Над вечния покой“ (1894), Исак Левитан
- „Звездна нощ“ (1889), Винсент ван Гог, Музей на модерното изкуство, Ню Йорк – Постимпресионизъм
- „Сърцето на Андите“ (1859), Фредерик Едуин Чърч. Чърч е част от американското течение Хъдсън ривър.

### Традицията на Източна Азия

#### Китай
Пейзажната живопис е наречена „най-големия принос на Китай към световното изкуство“ и носи специфичните си черти благодарение на даоистката традиция в китайската култура. Запазени са изключително усъвършенствани пейзажни фонове, представящи лов, земеделие или животни, от времето на династията Хан насам. Оцелелите образци са предимно от каменни или глинени релефи в гробници, за които се смята, че са следвали господстващия стил в живописта, но без съмнение не успяват да пресъздадат пълния ефект на оригиналните творби. Авторството на късните копия на известни творби от утвърдени художници преди X век е неясно. Един от оцелелите експонати е картина от императорската колекция от VIII век, озаглавена „Император Мин Хан, пътувайки в Шу“. На нея е изобразен антуражът, яздещ през виещи се планини в типичния стил на по-късните картини, но е в пълната гама от цветове. Така е „създаден цялостен модел, който е почти персийски“ и е пример за популярния дворцов стил от това време.
Решителната крачка към монохромен стил, почти лишен от фигури, е приписвана на Ван Вей (699 – 759), който е и известен поет. От творбите му са оцелели предимно копия. След X век започват да се запазват все повече оригинали, а най-добрите картини от династията Сун (690 – 1279) са дело на Южната школа. Китайската традиция цени по-високо картините на аматьорите учени-служители (граждани, които изпълняват временно държавни функции; обикновено произхождат от богати и образовани семейства), които често са и поети, от картините на професионалните художници, въпреки че ситуацията на практика е била значително по-сложна. Ако присъстват някакви фигури, те често са мъдреци, съзерцаващи планината. Известните платна придобиват определен брой червени печати за одобрение и често са добавяни поеми от последващите собственици. Император Цянлун (1711 – 1799) е сред най-плодотворните поети в това отношение.
Традицията шан шуй никога не е имала за цел да представя реални места, дори когато използва името на такива. Различен стил, създаден в ателиетата на професионалните дворцови художници, изобразява официални изгледи към имперските кули и церемонии, като основното ударение е върху изключителния детайл на сцените на пренаселените градове и мащабността на процесиите от висока гледна точка. Такива картини се рисуват върху изключително дълги свитъци в светли цветове.
Китайската скулптура също преодолява трудностите в създаването на ефектни пейзажи в три измерения. Съществува дълга традиция на използване на наблюдателни скали – естествено създадени каменни блокове, обикновено варовикови, на които ерозията е придала необичайни форми, които са поставяни в дворовете и градините на учените-служители. Вероятно свързана с тях е традицията на извайване във формата на планина на нефритени или други полу-скъпоценен камъни, като може да включват и малка фигура на монах или мъдрец. Китайските градини също развиват изтънчен естетически вкус много по-рано от тези на запад; karensansui или японските каменни градини от Дзен будизма дори приближават картината до произведение на скулптурата.

##### Галерия
- „Бамбук и скали“ (ок. 1300), Ли Кан
- Тао Чи, късния XVII век, Китай
- „Рибар през есента“ (1523), Тан Ин

#### Япония
Японското изкуство първоначално възприема китайските стилове, за да изрази собствените си интереси в изкуството. Сцените от пейзажа са смесени с тези, показващи дворец или градска сцена, като се запазва високата гледна точка, а покривите се отрязват, ако е необходимо. Такива изображения се срещат най-вече в дългите ямато-е свитъци, илюстриращи „Сказание за Генджи“ и други теми от XII и XIII век. Концепцията за художника-аматьор има слаб отзвук във феодална Япония, където художниците са предимно професионалисти, силно свързани с учителя си и неговата школа, за разлика от Китай, където се търси вдъхновение в далчните класически образци. Живописта първоначално е пълноцветна, често ярка, а пейзажите никога нямат преимущество пред фигурите, чиито размер често са преувеличени.
Сцената вляво е от свитък с размери 37,8 на 802 см., и е един от дванадесетте свитъка, илюстриращи живота на Будизъм|будисткия монах. Както и на запад, манастирите и храмовете поръчват много подобни творби, които имат много по-голям шанс за оцеляване от дворцовите им еквиваленти. Дори по-редки са оцелелите образци от пейзажи биобу, създавани върху паравани или свитъци за окачване върху стени. Те са по-близки до китайските пейзажи от шан шуй, но все пак са пълноцветни.
Оцелели са много чисти пейзажи от XV век насам; няколко ключови художници са дзен будистки монаси, които работят в монохромен стил със силни удари с четката по китайски маниер. Някои школи възприемат по-малко изтънчен стил, по-малки изгледи и фокус върху предния план. Вид изображение, което е основен модел за японските художници, впоследствие наречен „японски стил“, е намерено за първи път в Китай. В него са съчетани една или повече големи птици, животни или дървета в предния план, типична за едната част на хоризонталните композиции, с обширен пейзаж, често покриващ единствено отделни части от фона. В по-късни версии често пейзажният фон отпада изцяло.
Укийо-е е стил датиращ от XVI век, първо в живописта, а след това и в цветните дървени отпечатъци, които са евтини и широко разпространени. След XVIII век, този стил е развит от Кацушика Хокусай и Андо Хирошиге и става най-известният стил в японската пейзажна живопис.

##### Галерия
- „Чоу Маошу съзерцава лотосите“, Кано Масанобу. Масанобу е основател на Кано от XV век, която доминира в японската живопис до XIX век.
- „Мостът на Уби“ е известна композиция, присъстваща в много версии от XVI и XVII век, която разкрива цветния и абстрактен стил на професионалните ямато-е художници.
- „Голямата вълна при Канагава“, най-известната картина на Хокусай, част от поредицата „Тридесет и шест изгледа към Фуджи“
- „Пейзаж с водовъртежи при Ава“ (1857), Андо Хирошиге

## „Свързани“ пейзажи
Традиционно пейзажната живопис изобразява повърхността на земята, но има и други видове пейзаж като лунните.
- Ведута е италианската дума за изглед и се използва основно при рисуването на пейзажи, често градски, които са често срещана тема през XVIII век.
- Небесните и облачните пейзажи изобразяват облаци, климатични явления и атмосферни условия.
- Лунните пейзажи представят повърхността на Луната.
- Морските пейзажи изобразяват океани или брегове.
- Градските пейзажи изобразяват градове.
- Въздушните пейзажи представят повърхността на земята погледната отгоре, като от самолет или ракета. (Когато гледната точка е на 90 градуса спрямо повърхността, отсъства хоризонт или небе.) Тези пейзажи могат да бъдат комбинирани с други, като например във въздушните облачни пейзажи на Джорджа О'Кийф, въздушните лунни пейзажи на Нанси Грейвс или въздушните градски пейзажи на Ивон Жакет.

## Течения в пейзажната живопис

### Азиатски
Китай
- Южна школа – между VIII и XVI век, известна и като школата на литератите
- Четиримата майстори от династията Юен
- Четиримата майстори от династията Мин
- Шестимата майстори от ранния период на династията Цин – включително Четиримата Ван

Япония
- Тоса – от XIV или XV до XIX век
- Кано – от XV до XIX век
- Хасегава – от средата на XVI до началото на XVIII век
- Нанга („Южна живопис“) – професионални художници от периода Едо, повлияни от китайските литерати – от XVII до XIX век

### Западни
Преди XIX век
- Дунавска школа

През XIX и XX век
- Американски импресионизъм
- Амстердамски импресионизъм
- Барбизонска школа
- Дюселдорфска художествена школа
- Възраждане на офорта
- Фовизъм
- Седемте
- Хагска школа
- Хайделбергска художествена школа
- Хойзер
- Хъдсън ривър
- Импресионизъм
- Луминизъм
- Макейоли
- Неоимпресионизъм
- Норичка школа
- Передвижници
- Школа от Понт Авен
- Постимпресионизъм
- Прерафаелитско братство
- Десет американски художници
- Тонализъм
- Ленд арт